# Joë Nordmann
Pour les articles homonymes, voir Nordmann.
Joë Nordmann, né le 26 janvier 1910 à Mulhouse et mort le 12 novembre 2005 à Neuvéglise, est un avocat, résistant et militant du Parti communiste français. Il est dans l'après-guerre l'avocat du Parti communiste.

## Biographie
Joë Nordmann nait dans une famille juive de Mulhouse. Il est le fils d'un avocat alsacien poursuivi par les militaires allemands en 1914. Après ses études secondaires à Mulhouse, il commence son droit à la faculté de Strasbourg et effectue la troisième année à Paris. il prête serment à la Cour d'appel de Colmar et accomplit son stage d’avocat dans le cabinet de son père à Mulhouse.
En 1930, il séjourne à Berlin puis voyage en URSS d'où il revient enthousiaste. Désireux de poursuivre sa carrière d'avocat à Paris, il entre en 1933 au cabinet de Vincent Auriol dont il reste le collaborateur jusqu'en 1939. Il fait la connaissance de l'avocat communiste Georges Pitard qui l'engage à adhérer l'Association juridique internationale (AJI).
Sensibilisé au mouvement communiste, il suit les cours de Georges Politzer en philosophie et Georges Cogniot en économie politique à l'Université ouvrière. En 1933, il prend sa carte au Parti communiste.
En 1936, il voyage pour l'AJI en Roumanie et en Grèce afin d'effectuer un rapport sur les conditions de détention dans ces régimes autoritaires.
En 1941, il fonde une organisation de résistance, le Front national des juristes, dont Pierre de Chauveron membre du conseil de l'Ordre, assure la présidence. Le Front est une organisation de résistance du Palais de Justice de Paris puis partout en France. Il publie un journal clandestin, le Palais libre. 
Durant la Résistance, il participe à de nombreuses opérations, dont l'une, confiée par Jacques Duclos, consiste à remettre à Louis Aragon, qui se trouve en Zone Sud, divers documents importants, dont les paroles et les écrits des otages de Châteaubriant, pour « en faire un monument ».

### La Libération: Nuremberg et la définition du crime contre l'humanité
À la Libération, il devient directeur de cabinet du communiste Marcel Willard, secrétaire général provisoire à la Justice (24 août-10 septembre 1944) et ex-membre de l'AJI.
Il est désigné pour assister le parquet français au tribunal militaire de Nuremberg lors du procès des hauts dignitaires nazis : « J’étais assis sur les bancs de l’accusation, face à Göring et aux autres grands criminels de guerre nazis. C’est ainsi que je me suis préoccupé de la notion de crimes contre l’humanité et que j’ai mené campagne, des années plus tard, pour que cette notion entre dans le droit français ».

### Un avocat militant
Son engagement militant le fait aussi défendre les victimes de l'Affaire de la station de métro Charonne, des républicains espagnols, ainsi que des combattants vietnamiens et algériens. Il plaide en Grèce contre le dictature des colonels, au Paraguay contre le dictateur Alfredo Stroessner, au Chili contre Augusto Pinochet, mais aussi contre le mercenaire Bob Denard.
Président de l’Association internationale des juristes démocrates (AIJD), qu'il fonde en 1945, il est l’avocat des Lettres françaises, hebdomadaire littéraire communiste, dans l'affaire Kravtchenko. Lors du procès, il tente de prouver que Kravtchenko et ses témoins sont des « menteurs » voulant dénigrer l'Union soviétique,. Nordmann prend alors contact avec l'ambassade soviétique à Paris en affirmant que le procès pouvait être l’occasion de critiquer les « visées expansionnistes » et la « politique de provocation à la guerre » des États-Unis. L'intérêt politique du procès est d'autant plus grand, selon lui, du fait de la personnalité de l’avocat de Kravchenko, maître Georges Izard, qui depuis 1936 critiquait la politique soviétique. Nordmann propose de relancer « une large campagne contre le livre de Kravchenko, à l’occasion de cette affaire ». Cette seconde campagne et les articles alors publiés provoqueront la deuxième vague d’accusations et l'inculpation d'André Wurmser qui jusque-là devait être appelé comme témoin. Alors que le témoignage de Margarete Buber-Neumann, rescapée du Goulag et des camps de concentration nazis, représente l'un des temps forts du procès, car, pour la première fois, un témoin rescapé d'un camp de déportés politiques soviétique apportait un témoignage direct, Joë Nordmann tente de le discréditer en s'adressant à Lise London afin d'obtenir des renseignements utilisables « permettant de démasquer les mensonges de la femme Buber-Neumann ». La revue sera finalement condamnée.
Lors des procès de Prague et de la révolution en Hongrie (1956), il continue de suivre la direction du Parti communiste. Il exprimera des désaccords à propos des chars à Prague en 1968 puis de la guerre d'Afghanistan (1979-1989) sans s'éloigner du parti. Cette fidélité au PCF lui vaudra une réputation de « vieux stalinien ».
Maître Nordmann prend la défense de plusieurs dissidents soviétiques comme lors des procès des écrivains soviétiques Andreï Siniavski et Iouli Daniel, en 1965, et d’Alexandre Ginsburg en 1968, et fait envoyer à Kaboul une mission de l’AIJD, au moment de l’intervention soviétique en 1980.
En 1973, il est le premier, avec Ugo Iannucci, à relancer les poursuites contre Paul Touvier pour « crime contre l'humanité », fait inédit dans l'histoire, qui aboutira après de longues années d'attente. Suivront les procès de Klaus Barbie et de Maurice Papon, dans lesquels il joue, chaque fois, un rôle de premier plan. Il est, durant ces années, le porte-parole de la Fédération nationale des déportés et internés résistants et patriotes (FNDIRP).
Dans les années 1970, il fait une première « autocritique » et reconnaît ses « erreurs » sur l'Union soviétique. En 1996, il explique avoir nié la réalité du stalinisme en raison du contexte de la Seconde Guerre mondiale et de l'après-guerre : « Pour moi, le Parti et l'Union soviétique étaient dans la continuité de la résistance puis de la coexistence pacifique. Souvenez-vous qu'à cette époque les intellectuels français étaient dans leur grande majorité proches des communistes. Je suis entré au Parti et dans la lutte pendant la guerre par antifascisme. Mon engagement n'avait rien à voir avec l'Union soviétique ». Dans ses souvenirs, il écrit : « Tout bien pesé, la croyance qui est à l'origine de mon aveuglement me paraît comparable à la foi religieuse. La sacralisation de l'idéal à travers un homme divinisé, remonte à des temps fort anciens (…) Le souvenir de mon comportement à la mort de Staline me fait penser à un agenouillement, à une prosternation. »

## Distinctions
- Chevalier de la Légion d'honneur
- Croix de guerre 1939-1945
- Médaille de la Résistance avec rosette (24 avril 1946)[11]